# بليس كارمان
ويليام بليس كارمان (15 أبريل 1861 - 8 يونيو 1929) شاعر كندي عاش معظم حياته في الولايات المتحدة، حيث حقق شهرة عالمية. نُصب شاعر بلاط في كندا خلال سنواته الأخيرة.
يصنف كارمان في كندا كواحد من شعراء الاتحاد. تضم المجموعة أيضًا تشارلز روبرتس (ابن عمه)، وأرشيبالد لامبمان، ودونكان كامبل سكوت. «كان كارمان من بين هؤلاء الشعراء ذا لمسة شعرية واضحة ولاقى تقديرًا دوليًا واسعًا. لم يحاول أبدًا تأمين دخله من خلال كتابة الروايات أو الصحافة الشعبية أو العمل غير الأدبي بخلاف الآخرين. إذ آثر أن يبقى شاعرًا، وأضاف لفنه تحليلات نقدية حول الأفكار الأدبية والفلسفة والجمالية.»

## حياته
وُلد ويليام بليس كارمان في 15 أبريل 1861 في فريدريكتون بمقاطعة نيو برونزويك. «بليس» هو اسم عائلة والدته. كان من أحفاد الموالين للإمبراطورية المتحدة الذين هربوا إلى نوفا سكوشيا بعد الثورة الأمريكية، واستقروا في نيو برونزويك (التي كانت وقتها جزءًا من نوفا سكوشيا). تمتد جذوره الأدبية بعمق من خلال أسلافه، إذ تنسب أمه إلى دانيال بليس من كونكورد، ماساتشوستس، الجد الأكبر لرالف والدو إمرسون. تزوجت شقيقته، جين، العالم النباتي والمؤرخ وليام فرانسيس غانون. كان ابن عمة للأشقاء تشارلز (المعروف لاحقًا بالسير تشارلز) روبرتس وإليزابيث روبرتس ماكدونالد من جهة والدته.

## التعليم والحياة المهنية المبكرة
تلقى كارمان تعليمه في كلية فريدريكتون وجامعة نيو برونزويك، حيث حصل على بكالوريوس الآداب في عام 1881. تأثر في المدرسة برئاسة جورج روبرت باركين، الذي ألهمه حب الأدب الكلاسيكي وعرّفه على شعر دانتي جابرييل روزيتي وألغيرنون تشارلز سوينبورن. نُشرت أول قصيدة له في يو إن بي مونثلي عام 1879. قضى عامًا في جامعتي أكسفورد وإدنبرة ليتلقى درجة الماجستير من جامعة نيو برونزويك في مسقط رأسه في عام 1884.
التحق كارمان بجامعة هارفارد (1886-1887) بعد وفاة والده في يناير 1885 ووالدته في فبراير 1886. التقى كارمان في جامعة هارفارد بدائرة أدبية تضم الشاعر الأمريكي ريتشارد هوفي، الذي أصبح صديقه المقرب وشريكه في سلسلة الشعر الناجحة فاجابونديا. كان كارمان وهوفي من أعضاء جماعة «فيجنستس» جنبًا إلى جنب مع هيربرت كوبلاند وف. هولاند داي الذين شكلوا في وقت لاحق دار نشر بوسطن المسماة كوبلاند آند داي، التي ستنشر فاجابونديا لاحقًا.
عاد كارمان إلى كندا لفترة قصيرة بعد تخرجه من هارفارد، لكنه عاد إلى بوسطن في فبراير 1890. كما كتب: «بوسطن واحدة من الأماكن القليلة التي يمكن استخدام تعليمي النقدي وذوقي فيها لكسب المال»، وأضاف: «نيويورك ولندن أيضًا يقع عليهما هذا الوصف». لكنه لم يتمكن من العثور على عمل في بوسطن لذلك انتقل إلى مدينة نيويورك وأصبح محررًا أدبيًا في صحيفة نيويورك إنديبندنت بمبلغ 20 دولارًا في الأسبوع. هناك يمكنه مساعدة أصدقائه الكنديين على النشر، وفي هذه العملية «قدم شعراء كنديين لقرائه». لم يكن كارمان مناسبًا للعمل في الصحيفة الأسبوعية شبه الدينية رغم ذلك. إذ فُصل على نحو مفاجئ في 1892. كما عمل لمدد قصيرة لدى كارينت ليتريتشر وكوزموبوليتان وذا تشاب بوك و ذا أتلانتيك. سيقتصر دوره على النشر في المجلات والصحف بعد عام 1895، دون أن يكون محررًا في أي قسم.
لم يحقق كتاب كارمان الأول للشعر مد منخفض على جراند بري نجاحًا، ما أفضى إلى تفاقم الأوضاع. إذ لم توافق أي شركة كندية على نشره. كما فشلت النسخة الأمريكية عند إفلاس الناشر.

## أعماله

### مد منخفض على جراند بري
تأثر كارمان «تأثرًا بالغًا برويس، الذي يركز على الأفكار الروحانية المثالية، بالإضافة إلى الفلسفة المتعالية لرالف والدو إمرسون، ويكمن هذا التأثير في خلفية قصيدته الأولى الرئيسية «مد منخفض على جراند بري» التي كتبها في الصيف والشتاء من عام 1886». نشرت قصيدة «مد منخفض...» في مجلة أتلانتيك مونثلي في ربيع من عام 1887، ما منح كارمان سمعة أدبية وهو لا يزال في هارفارد. ضُمنت القصيدة أيضًا في أغاني الدومينيون العظيم لعام 1889.
اعتبر الناقد الأدبي ديزموند باسي «مد منخفض» «أكثر القصائد الفردية الكاملة قربًا من كندا. إذ تتحمل أي مقدار من الدراسة النقدية».
كانت «مد منخفض» القصيدة الرئيسية في أول كتاب لكارمان. كتب كارمان في مقدمته: «جمعت القصائد الموجودة في هذا الكتاب بالإشارة إلى تشابه أسلوبها العام» وهو أسلوب الحنين والفقد والحزن المستمر. من بين الأمثلة البارزة ثلاث قصائد: «المترصد» و «في وقت التفاح» و«السائر». «لا يمكن لأي شيء منها أن يتفوق على فن القصيدة الرئيسية وعلى الرغم من أن كارمان سينشر أكثر من ثلاثين كتابًا آخرين خلال حياته، لم تتجاوز أي منها هذه القصيدة التي كتبها عندما كان بالكاد في الخامسة والعشرين من عمره».

## تكريمه
حصل كارمان على درجات الشرف من جامعة نيو برونزويك وجامعة مكغيل عام 1906. كما انتُخب زميلًا مراسلًا في الجمعية الملكية الكندية في 1925. منحته الجمعية ميدالية لورن بيرس الذهبية في عام 1928. حصل على ميدالية من الأكاديمية الأمريكية للفنون والآداب في عام 1929.
سلطت حكومة كندا الضوء على كارمان عام 1945 باعتباره شخصية ذات أهمية تاريخية وطنية.
سُميت مدرسة بليس كارمان المتوسطة في فريدريكتون بنيو برونزويك ومدرسة بليس كارمان العليا العامة في تورونتو أونتاريو تيمنًا به.
«بليس كارمان هايتس» (تمديد لإحدى ضواحي سكايلاند كريس) هي ضاحية تقع في فريدريكتون بنيو برونزويك تطل على نهر سانت جون. تتكون من شارع إسكس، وشارع غلوستر وشارع ريدينغ ومحكمة أسكوت وشارع أسكوت درايف. سُمي امتداد ضاحية بليس كارمان هايتس باسم «تل الشاعر». يتكون من شارع بليس كارمان درايف وطريق الشعراء ومحكمة ويندفلاور (التي تحمل اسم واحدة من قصائد كارمان).
استمد الموسيقار الأمريكي ليو سويربى الإلهام لكتابة أشهر أعماله الموسيقية للأورغ «يأتي وقت الخريف» في أكتوبر 1916 بعد قراءته قصيدة كارمان «الخريف» في قسم الأدب في طبعة الأحد لصحيفة شيكاغو تريبيون في 16 أكتوبر من ذلك العام. أُعيدت طباعة «الخريف» من مجلة ذا أتلانتيك في صفحة 6 بصحيفة شيكاغو ديلي تريبيون في 5 أكتوبر 1916.
تُعد «اللوحة الفنية الجميلة لبليس كارمان» التي رسمتها ثيودورا ثاير واحدة من الإنجازات اللافتة في رسم المنمنمات الأمريكي.